# 344e compagnie autonome de chars de combat
La 344e compagnie autonome de chars de combat est une unité de chars de l'Armée française, formée en avril 1940. Destinée à servir au sein du corps expéditionnaire français en Norvège, elle combat pendant la bataille de France.  

## Historique de la344eCACC
La 344e CACC est formée le 24 avril 1940 sous le commandement du capitaine Boucher de la Rupelle. Il s'agit de la 1re compagnie du 11e bataillon de chars de combat, équipée de treize Renault FT armés d'un canon SA 18 et de huit FT armés de la mitrailleuse Reibel.
La compagnie est destinée à servir au sein de la 3e division légère d'infanterie (3e DLI) et arrive le 26 avril à Brest, où elle doit embarquer pour aller combattre en Norvège. La compagnie reste à terre jusqu'au 16 mai, où elle reçoit l'ordre d'aller s'opposer à l'invasion allemande du territoire français. Transportée par voie ferrée, elle arrive le lendemain à Aulnay-sous-Bois. Elle est engagée le 19 mai pour soutenir les assauts des 140e et 141e régiments d'infanterie alpine (RIA) de la 3e DLI sur le canal de la Somme dans le secteur de Saint-Christ-Briost, attaques qui permettent à la 3e section de la compagnie de prendre le contrôle de trois ponts sur le canal, au prix de la perte d'un char et de son équipage.
Les Allemands relancent un assaut le 23 mai et la compagnie recule sur Licourt. Une contre-attaque française est tentée mais la compagnie reçoit le 25 un ordre de repli.
Le 5 juin, la compagnie fait face à la reprise de l'offensive allemande et attaque à nouveau vers Eppeville pour soutenir le 140e RIA. La compagnie se replie ensuite vers le Sud et termine la guerre le 24 juin à Saint-Yrieix.